# Poda Annaorazow
Poda Annaorazow (ros. Пода Аннаоразов, ur. w grudniu 1922, zm. 10 czerwca 2010) – radziecki polityk.

## Życiorys
W 1941 skończył szkołę felczerską, w 1941 był pomocnikiem lekarza sanitarnego miejskiej inspekcji sanitarnej w Aszchabadzie, od 1941 do 1946 służył w Armii Czerwonej, od 1946 należał do WKP(b). W 1947 został instruktorem, później sekretarzem Komitetu Obwodowego Komsomołu w Aszchabadzie, 1950-1954 był sekretarzem KC Komsomołu Turkmenistanu, a 1954-1958 zastępcą szefa Zarządu Rezerw Robotniczych przy Radzie Ministrów Turkmeńskiej SRR, studiował w Wyższej Szkole Partyjnej przy KC Komunistycznej Partii Uzbekistanu. Od 1962 był zastępcą kierownika Wydziału Organów Partyjnych KC Komunistycznej Partii Turkmenistanu, od 27 grudnia 1963 do 19 lutego 1971 zastępcą członka, a od 20 lutego 1971 do 17 stycznia 1986 członkiem KC KPT. Jednocześnie od 27 grudnia 1963 do 19 grudnia 1964 był członkiem Biura KC KPT ds. kierowania gospodarką rolną, później do grudnia 1970 I zastępcą kierownika Wydziału Pracy Organizacyjno-Partyjnej KC KPT, a od grudnia 1970 do 26 sierpnia 1976 I sekretarzem Komitetu Obwodowego KPT w Mary. Od 24 sierpnia 1976 do 23 listopada 1985 był I sekretarzem Komitetu Obwodowego KPT w Aszchabadzie i jednocześnie od 24 sierpnia 1985 do 6 stycznia 1986 członkiem Biura KC KPT, w listopadzie 1985 przeszedł na emeryturę. 3 grudnia 1985 został odznaczony Orderem Lenina.